# Kazuyoshi Funaki
Kazuyoshi Funaki (japanska: 船木 和喜?, Funaki Kazuyoshi), född den 27 april 1975 i Yoichi, Hokkaidō, är en japansk backhoppare som tävlada för FIT Ski tidigare i karriären och numera representerar Descente. Han är känd för sin dristiga V-stil där kroppen ligger extremt framöverlutad och i plan med skidorna.

## Karriär
Funaki gjorde sin första start i världscupen den 20 december 1992 i Sapporo. Två år senare kom den första pallplatsen då han vann i världscuptävling i slovenska Planica. Totalt har det blivit 15 segrar i världscupen, den senaste har kommit i februari 2005 i Sapporo. Bäst i den totala världscupen gick det säsongen 1997/1998 då Funaki slutade tvåa efter Sven Hannawald.
Funaki har deltagit i två olympiska spel, både i Nagano 1998 och Salt Lake City 2002. Bäst gick det i Nagano då Funaki tog två guld, både i lagtävlingen och i den stora backen. I lagtävlingen vann det japanska laget (Takanobu Okabe, Hiroya Saitō, Masahiko Harada och Kazuyoshi Funaki) med god marginal (35,6 poäng) till det tyska laget. I stora backen vann han klart (11,5 poäng) före Jani Soininen, Finland. Funaki fick därmed revansch för den knappa förlusten (1,0 poäng) för Soininen i normalbacken. Vid OS i Salt Lake City 2002 blev han som bäst femma i lagtävlingen och sjua individuellt i stora backen.
Kazuyoshi Funaki har vidare deltagit i alla världsmästerskap mellan åren 1995 till 2003. Totalt har det blivit fyra medaljer varav ett individuellt guld som kom vid VM 1999 i normalbacke, en tävling där Japan tog alla medaljerna (Hideharu Miyahira, silver och Masahiko Harada, brons). Dessutom tre silver i lagtävlingarna (från VM 1997 i Trondheim (efter Finland), 1999 i Ramsau am Dachstein (efter Tyskland) och 2003 i Val di Fiemme (igen efter det finska laget). 
Som skidflygare vann Funaki guld vid VM 1998 i Oberstdorf före tyskarna Sven Hannawald och Dieter Thoma. Han blev tvåa i den totala världscupen i skidflygning 1997/1998. Harada vann också Tysk-österrikiska backhopparveckan säsongen 1997/1998. Han blev tvåa i Sommar-Grand-Prix 1995 och 1998. Han har också ett guld (laghopp) och ett silver (stora backen) från Asienspelen 2011 i Almaty, Kazakstan.
Funaki tilldelades 1999 Holmenkollenmedaljen.

## Annat
Kazuyoshi Funaki är bosatt i Slovenien och i motsats till andra japanska backhoppare representerar han inte längre något kommersiellt lag utan är ett enmanslag. Den österrikiska låtskrivar- och sångduon Christoph und Lollo (Christoph Drexler und Lollo (Lorenz) Pichler) utgav 1999 sitt musikalbum Schispringerlieder der sången Funaki finns med.